# Røa Station
Røa Station (Røa stasjon) er en metrostation på Røabanen på T-banen i Oslo. Stationen er knudepunkt for buslinjerne 32, 41 og 47, der fungerer som fødelinjer for T-banen.
Stationen blev åbnet 24. januar 1935 som endestation for banen og lå da på østsiden af Vækerøveien. Da banen blev forlænget videre i 1948, blev stationen flyttet til vestsiden, men den blev flyttet tilbage til østsiden i forbindelse med ombygningen af banen til metrostandard i 1995.